# Polaroid

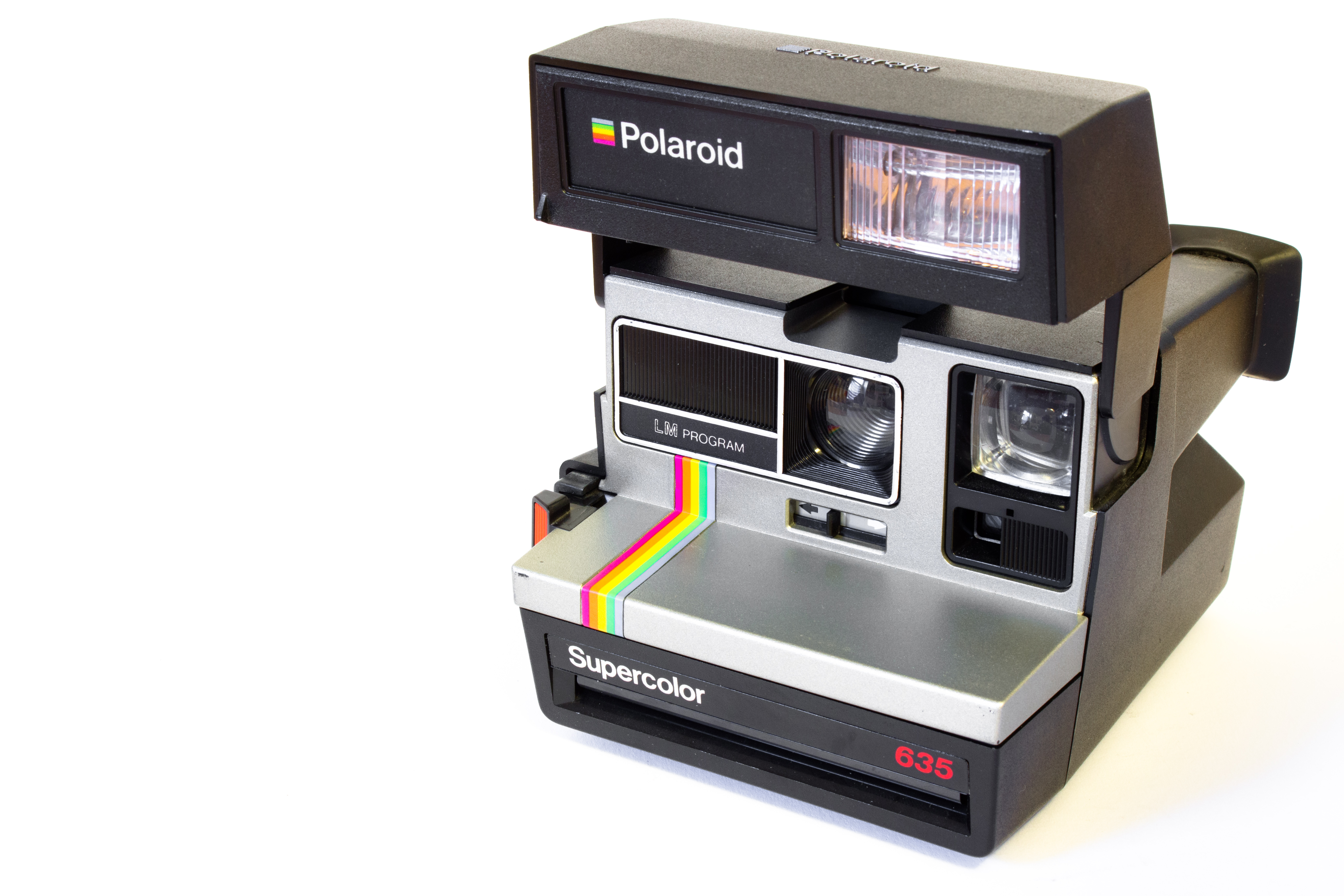
Polaroid 635

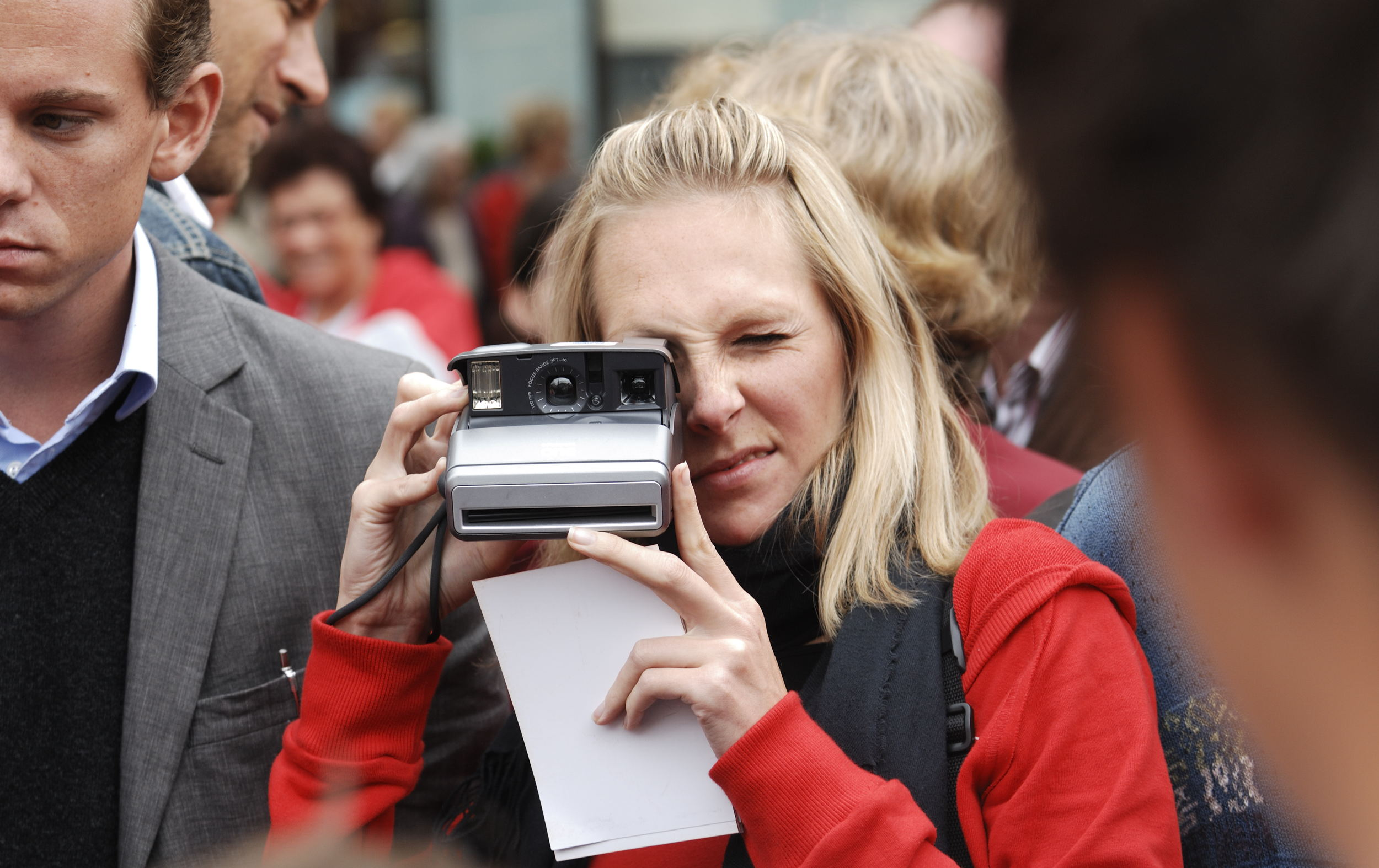

A Polaroid a fotográfiában használt direktpozitív képrögzítési eljárás neve. Lényege, hogy olyan, tömegek által művelhető fotóeljárást kínál, amely a laboratóriumi munkák elkerülésével, azonnal kész pozitív képet ad felhasználójának.
A Polaroid szó a Polaroid Corporation cég bejegyzett védjegye, ezért más cégek/személyek semmilyen hasonló terméküket sem jogosultak így nevezni.

## Története
Dr. Edwin Land 1937-ben alapította meg a Polaroid Corporation nevű céget abból a célból, hogy olyan kamerát fejlesszen ki, amely azonnal, ott helyben elő is hívja a képet. Tíz évnyi kutató és fejlesztő munka után, 1947. február 21-én mutatta be 18x24 cm-es kameráját és az eljárást az Optical Society of America-nak. 
A Polaroid típusú film 9-10-szer drágább, mint egy átlagos, 35mm-es film, és csupán 13°-35 °C között működik tökéletesen.
A Polaroid diapozitívet 1957-ben fejlesztették ki, a Polacolort (színes Polaroid) 1963-ban.

## Az eljárás
A Polaroid összefoglaló név, több fajtája van, ezek egy része már nem is direktpozitív, hiszen negatívot is képes létrehozni. Készítőjének csak a kép megkomponálásával kell törődnie, létrehozása technikai feltételeivel nem, mivel a legtöbb Polaroid eljárásnál a fényképezőgép és a sötétkamra egybe van építve.
Maga a folyamat mind a mai napig gyártási titok.

## Anyaga
Többféle eljárással készülnek más-más anyaggal, de ezeknek túlnyomó része vagy teljes egésze gyártási titok.

### Méretei
Igen változatos, ma leggyakrabban igazolványkép készítésére használják, de sok más méretben is megjelent. Az eddig ismert legnagyobb polaroidkép 50×60 cm-es; ilyen kamerából jelenleg csak négy működik a világon.
A  Polaroid Corporation első gépeit kizárólag amatőröknek gyártotta, de idővel megkedvelték a hivatásos fotográfusok és a fotóművészek is: az 1980-as években naponta 4 milliót (!) készítettek belőle világszerte. Leghíresebb művelője André Kertész volt, aki élete utolsó éveiben lakásában, ablakából fényképezett Polaroid géppel, mely képekből később From my Window című albuma született.